# Streit (Adelsgeschlecht)

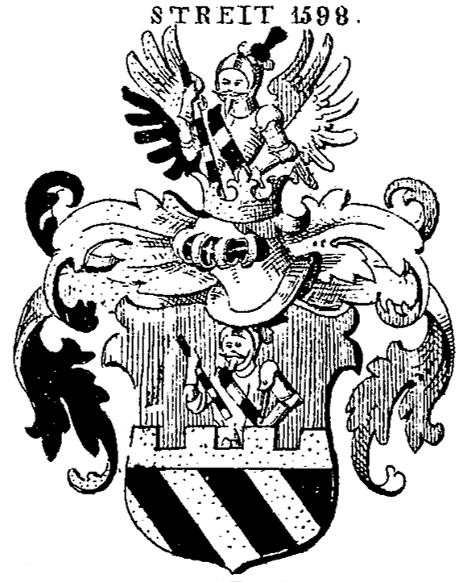
Wappen derer von Streit (1598) in Siebmachers Wappenbuch

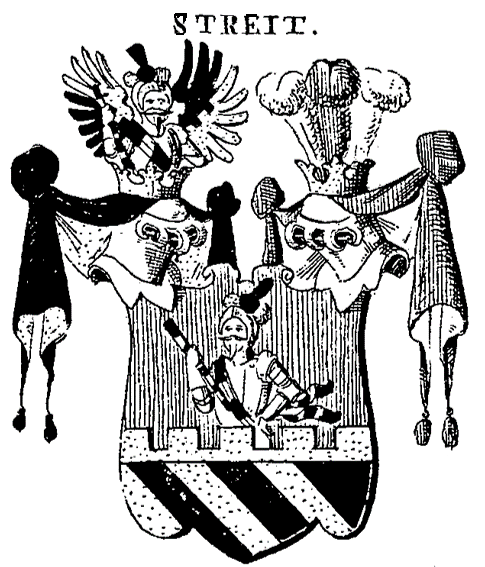
Freiherrenwappen derer von Streit (1713) in Siebmachers Wappenbuch

Streit ist der Name eines österreichischen Adelsgeschlechts. Als Ahnherr der Familie gilt Christof Streit, der als Kriegsmann von Kaiser Rudolf II. am 24. Juni 1598 geadelt wurde. Georg von Streit wurde am 3. Februar 1713 von Kaiser Karl VI. in den Freiherrenstadt erhoben.

## Persönlichkeiten
- Johann Maximilian Freiherr von Streit (* 1752 in Creußen; † 9. Mai 1833 in Weißenfels), preußischer Oberst
- Johann Karl August Freiherr von Streit (* 28. August 1766 in Glogau; † 12. August 1821 in Kolberg), preußischer Generalmajor und Kommandant von Kolberg

## Wappen
- Blasonierung des Wappens von 1598: Geteilt. Unten von Gold und Schwarz fünfmal schräggeteilt, darüber ein gezinnter goldener Balken, aus welchem ein geharnischter Mann mit einem schwarzen, gold gestückten „Regimentsstab“ in der Rechten und ebensolche Feldbinde, auf dem Haupt eine Sturmhaube mit drei (golden, schwarz, rot) Federn geziert, hinter welchen ein schwarzer Reigerbusch hervorkommt. Auf dem gekrönten Helm mit recht schwarz-goldenen und links rot-silbernen Helmdecken der Mann wachsend zwischen einem rechts gold-schwarz und links rot-silbern schräggeteilten offenen Flug.
- Blasonierung des Freiherrenwappen von 1713: Schild wie 1598. Zwei gekrönte Helme: I. mit schwarz-goldenen Decken wie zum Stammwappen, doch dass die Schrägteilung der Flügel golden-schwarz übereck durch Zinnen gemacht ist, II. mit rot-silbernen Decken drei (silbern-rot-silbern) Straußenfedern.